# Birobidschan
Birobidschan (russisch Биробиджа́н, jiddisch ביראָבידזשאַן) ist mit 67.212 Einwohnern (Stand 1. Januar 2025) die Hauptstadt der Jüdischen Autonomen Oblast im Föderationskreis Fernost, Russland. Sie liegt am Amur-Zufluss Bira 172 km westlich der Großstadt Chabarowsk.
Es ist der gegenwärtig einzige Ort weltweit mit Jiddisch als Amtssprache.

## Geschichte
Gegründet 1915 unter dem Namen Tichonkaja (Тихонькая), wurde der Ort 1931 in Birobidschan umbenannt. Am 28. März 1928 wurde er unter Stalin mit dem Status einer Siedlung städtischen Typs versehen. 1937 wurden die Stadtrechte verliehen.
Der Name Birobidschan leitet sich von den beiden Flüssen Bira und Bidschan ab, die in dieser Gegend zusammenfließen. Die Stadt hat einen Bahnhof an der Transsibirischen Eisenbahn.

## Bevölkerungsentwicklung
| Jahr | Einwohner |
| ---- | --------- |
| 1939 | 29.648    |
| 1959 | 40.667    |
| 1970 | 55.724    |
| 1979 | 68.630    |
| 1989 | 83.667    |
| 2002 | 77.250    |
| 2010 | 75.413    |
| 2024 | 67.788    |

Anmerkung: Volkszählungsdaten

## Medien
In der Stadt erscheint u. a. seit 1930 täglich außer am Samstag und Sonntag die jiddischsprachige Zeitung Birobidschaner Schtern, früher in zwei Ausgaben in russischer und jiddischer Sprache, seit einigen Jahren nur noch als zweisprachige Ausgabe. Sie gehört zu den rund 100 jiddischsprachigen Medien weltweit. Während der Sowjetzeit wurde eine Zeitschrift herausgegeben, die sich Najlebn (= „Neuleben“ bzw. „Neuanfang“) nannte und neue Siedler anlocken sollte. In Najlebn wurden u. a. Gedichte von Oleksandr Bejderman veröffentlicht. In Birobidschan wird auch ein Radioprogramm auf Jiddisch ausgestrahlt.

## Jüdisches Leben

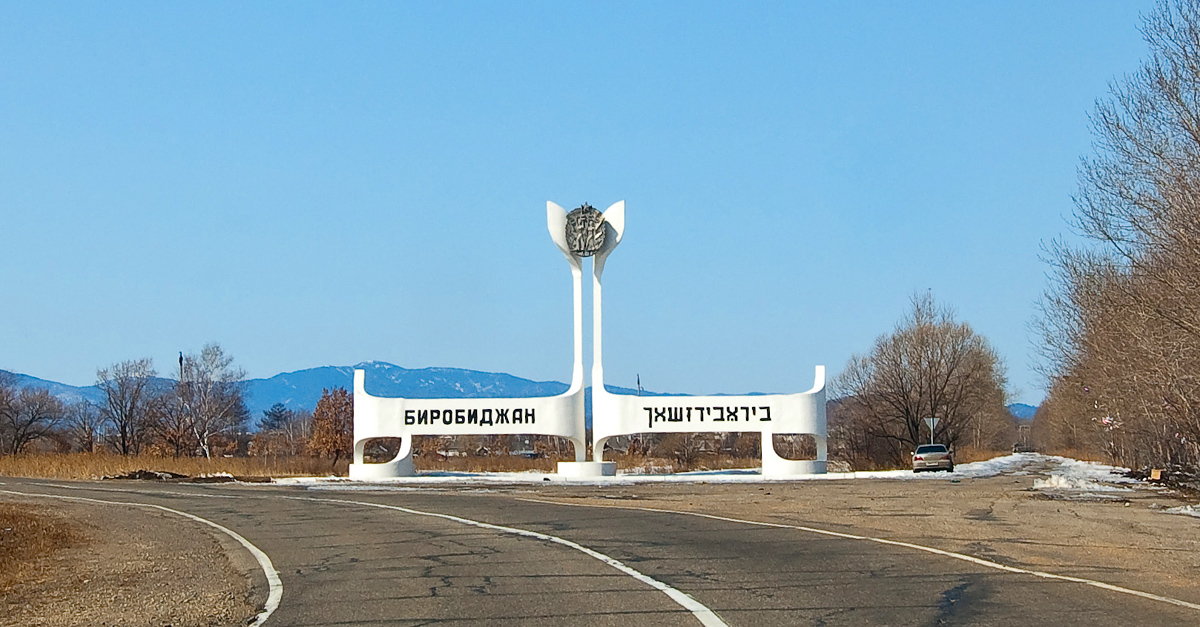
Zweisprachiges Ortseingangsschild in Birobidschan

Aufgrund der Emigration von Juden nach Israel und Europa leben nur noch wenige Juden in Birobidschan. In Schulen wird neben Russisch auch in Jiddisch unterrichtet. Die dort noch lebenden Juden gaben bei einer Umfrage, warum sie Jiddisch lernen wollen, an, dass dies die Sprache ihrer Ahnen sei und dass diese bewahrt werden müsse. Dennoch gaben über 80 % Russisch als ihre Muttersprache an. Das jüdische Kammermusiktheater und ein jiddisches Theater haben sich bis heute erhalten. Die Menschen in Birobidschan leben vorwiegend von der Landwirtschaft und von der Arbeit in industriellen Betrieben (z. B. Schuh- und Strumpf-Fabriken, Landmaschinenbau Dalselmasch).
In der Sowjetunion wurde die Religionsausübung erschwert und war zeitweise mit Risiken verbunden. Trotzdem versammelten sich gläubige Juden seit der Gründung der Oblast regelmäßig in Privathäusern zu Gottesdiensten. Die Gemeinde hatte allerdings lediglich einen Kantor, jedoch keinen Rabbiner zur Verfügung.
Die letzte Synagoge brannte im Jahr 1950 nieder. Erst in den 1980er Jahren wurde bei einer Aufbauaktion zu Ehren des 50-jährigen Jubiläums Birobidschans eine Synagoge in einem Holzhaus eingeweiht. Die alten Juden, denen ihre Religion noch vertraut gewesen war, lebten zum Großteil nicht mehr. Die Synagoge wurde von einem jüdischen Mann und mehreren älteren Frauen zum Gebet genutzt. Sie verehrten allerdings Jesus und waren Anhängerinnen der Siebenten-Tags-Adventisten.
In den 1990er-Jahren wurde eine neu erbaute Synagoge eröffnet. Seit einigen Jahren lehrt dort der aus Israel zugezogene Rabbiner Mordechai Scheiner (alternative Schreibweise Mordechai Sheiner). Die Gemeinde hat unter anderem eine Jugendorganisation, die sich Chaverim nennt.

## Weiterführende Bildungseinrichtungen
- Pädagogische höhere Lehranstalt
- Staatliches Pädagogisches Institut Birobidschan

## Söhne und Töchter der Stadt
- Wladimir Kusnezow (* 1963), Gewichtheber[9]
- Yoel Razvozov (* 1980), israelischer Judoka und Politiker

## Klimatabelle
|                       | Jan   | Feb   | Mär   | Apr  | Mai  | Jun  | Jul  | Aug  | Sep  | Okt  | Nov   | Dez   |   |      |
| Mittl. Tagesmax. (°C) | −16,6 | −10,9 | −1,2  | 9,5  | 18,2 | 23,5 | 26,1 | 24,0 | 18,1 | 8,5  | −5,1  | −15,2 | ⌀ | 6,7  |
| Mittl. Tagesmin. (°C) | −29,4 | −26,4 | −16,5 | −3,4 | 3,0  | 9,5  | 14,1 | 12,4 | 4,9  | −4,3 | −16,9 | −26,6 | ⌀ | −6,5 |
|                       |       |       |       |      |      |      |      |      |      |      |       |       |   |      |
| Niederschlag (mm)     | 6     | 5     | 13    | 35   | 61   | 108  | 147  | 154  | 88   | 35   | 19    | 11    | Σ | 682  |
|                       |       |       |       |      |      |      |      |      |      |      |       |       |   |      |
| Regentage (d)         | 2     | 2     | 4     | 6    | 10   | 12   | 13   | 13   | 10   | 5    | 4     | 3     | Σ | 84   |

| −29,4 |

| −26,4 |

| −16,5 |

| −3,4 |

| 3,0 |

| 9,5 |

| 14,1 |

| 12,4 |

| 4,9 |

| −4,3 |

| −16,9 |

| −26,6 |

| −29,4 |

| −26,4 |

| −16,5 |

| −3,4 |

| 3,0 |

| 9,5 |

| 14,1 |

| 12,4 |

| 4,9 |

| −4,3 |

| −16,9 |

| −26,6 |